# Анна Марія Орлеанська
Анна Марія Орлеанська (фр. Anne Marie d’Orléans; нар. 27 серпня 1669, Шато Сен-Клу — пом. 26 серпня 1728, Вілла делла Реджина) — французька принцеса з Орлеанської гілки династії Бурбонів. У шлюбі герцогиня Савойська, королева Сицилії і королева Сардинії. Дочка Філіппа, герцога Орлеанського, і принцеси Генрієтти Стюарт. 
У 1684 році 15-річна Анна Марія була видана в шлюб з герцогом Савої Віктором-Амадеєм II, який став у 1713 та 1720 роках послідовно королем Сицилії та Сардинії. У шлюбі народила дев'ять дітей, з яких зрілого віку досягли четверо і тільки один пережив матір. Анна Марія Орлеанська померла від серцевої недостатності в 1728 році в Турині.
Зі смертю Генріха Стюарта у 1807 році чоловіча лінія дому Стюартів обірвалася, і нащадки Анни Марії виявилися в ньому старшими. Однак через приналежність до католицької релігії вони були відсторонені від престолонаслідування Англії і Шотландії згідно з Актом 1701 року.

## Походження та ранні роки
Анна Марія Орлеанська народилася 27 серпня 1669 року в резиденції герцогів Орлеанських шато де Сен-Клу на околиці Парижа. Батьком був молодший брат французького короля Людовика XIV — Філіпп, герцог Орлеанський, матір'ю — Генрієтта Стюарт, молодша дочка короля Англії Карла I та Генрієтти Марії Французької. Анна Марія була молодшою дитиною в родині: крім неї, у герцогського подружжя було дві дочки і син, однак до моменту її появи на світ живою залишилася лише Марія Луїза. Як онука французького короля по чоловічій лінії, Анна Марія мала право на титул онучка Франції (фр. petite-fille de France), а також звертання Королівська високість. При дворі принцеса іменувалася мадемуазель де Валуа, а з 1679 року, коли її старша сестра вступила в шлюб, стала іменуватися мадемуазель. Анна Марія була хрещена на початку 1670 року, а вже в червні того ж року померла її матір.
У 1671 році батько Анни Марії одружився з Єлизаветою-Шарлоттою Пфальцькою, відомою під зменшувально-пестливим прізвиськом Лізелотта і, як і мати Анни Марії, походила від короля Якова I. Єлизавету Шарлотту на відміну від діяльної Генрієтти Стюарт, яка до того ж росла при французькому дворі, придворні приймали холодно. Внаслідок такого ставлення двору, а також гомосексуальних зв'язків чоловіка, які він не приховував, Лізелотта звернула всю свою увагу на дочок Філіппа, яким вона фактично замінила матір, а також трьох своїх дітей, народжених у 1673, 1674 та 1676 роках. Анна Марія зблизилася з мачухою, яка пізніше описувала принцесу як одну з найбільш люб'язних і доброчесних жінок.

## Шлюб

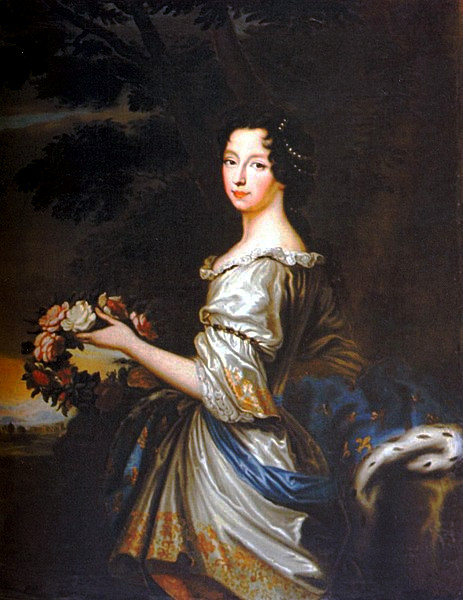
картина Луї Фердинанда Елле Молодшого (1684 року)

Щоб зміцнити французький вплив в італійських державах, у 1683 році король Людовик XIV організував шлюб Анни Марії із герцогом Cавойським Віктором-Амадеєм. Король був союзником матері Віктора Амадея, Марії Джованни, що належала до Немурської гілки Савойського дому, яка народилася і виховувалася у Франції; саме Людовик допоміг Марії Джованні залишатися при владі аж до укладення шлюбу між герцогом і Анною Марією, хоча на той час необхідності в її регентстві не було. Шлюб за дорученням між Анною Марією і Віктором-Амадеєм був укладений у Версалі 10 квітня 1684 року наступного дня після підписання шлюбного контракту. Представником Віктора-Амадея був кузен Анни Марії Луї Огюст де Бурбон. В придане племінниці Людовик XIV дав 900000 ліврів.
Анна Марія відбула з Франції наступного дня після укладення шлюбу за дорученням; до Жувізі-сюр-Орж (за 18 км на південь від Парижа) принцесу супроводжував батько і мачуха, крім того, на всьому шляху до Савої Анну Марію не покидала Анна Лотаринзька, дружина Франсуа, принца Ліллебонна. Віктор-Амадей зустрів наречену в Шамбері 6 травня, цього ж дня відбулася ще одна шлюбна церемонія. 8 травня молодята урочисто в'їхали в Турин.
Після прибуття до Савойського двору молода герцогиня потрапила під вплив своєї владної свекрухи; пізніше придворні описували Анну Марію як слухняну і скромну невістку, яка виконувала бажання Марії Джованни. Близькі стосунки між дружиною і матір'ю не схвалював Віктор-Амадей, оскільки Марія Джованна давно стала його політичною суперницею. Коли в 1690 році Віктор-Амадей порвав зв'язки з Францією, Анна Марія та її діти покинули столицю разом з Марією Джованною на знак протесту.
Незважаючи на наявність у Віктора-Амадея постійної коханки, шлюб був цілком щасливим. За роки шлюбу Анна Марія народила дев'ять дітей, з яких зрілого віку досягли четверо. Народження старшої дочки — Марії Аделаїди— ледь не коштувало 16-річній Анні Марії життя . Всупереч придворному протоколу, герцогиня займалася вихованням дітей сама.

## Королева

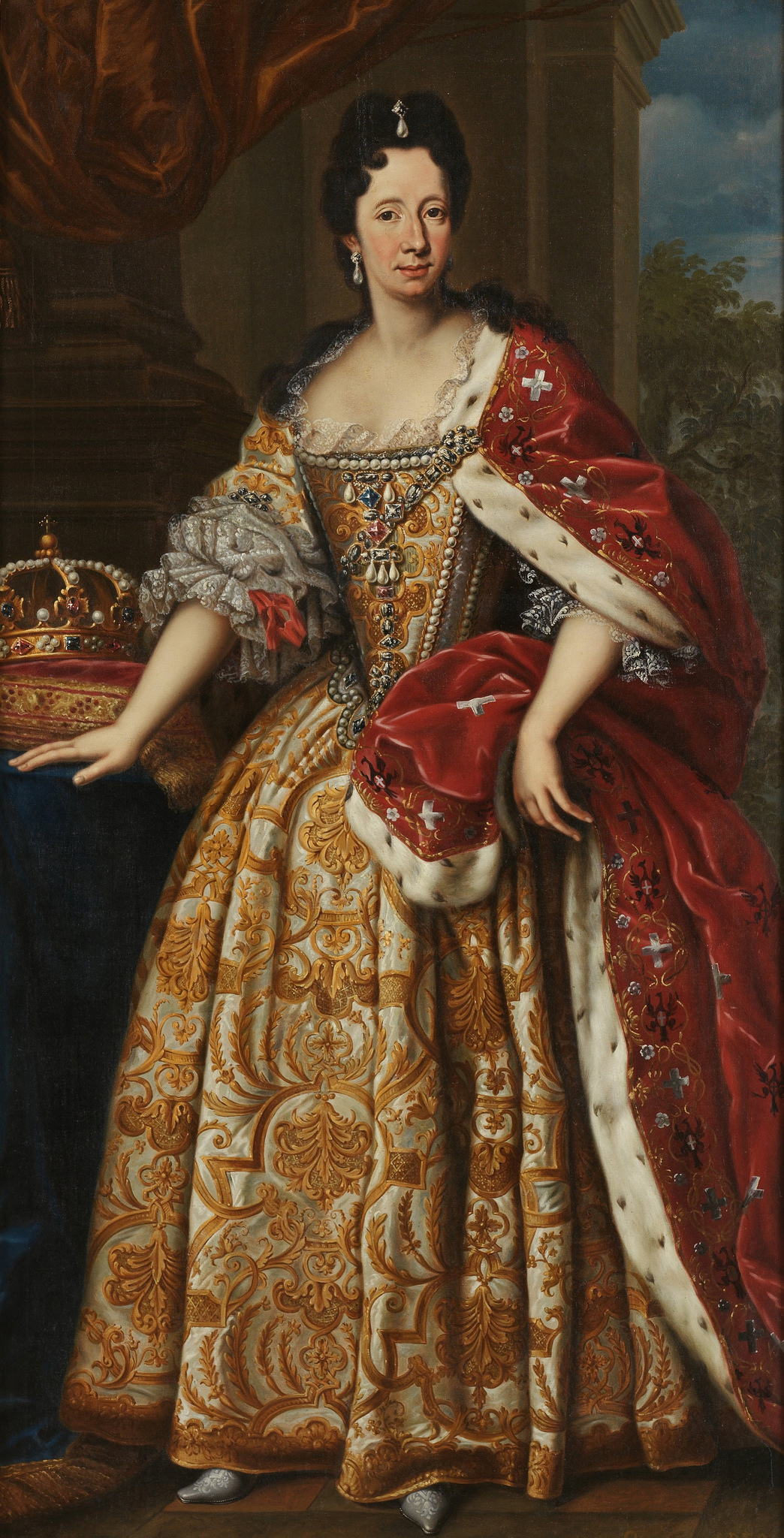
Портрет Анни Марії, написаний після 1700 року невідомим художником.
Поруч з правою рукою принцеси зображена сардінскій корона

Старша дочка Анни Марії, Марія Аделаїда, в 1696 році стала дружиною Людовика, герцога Бургундського . Інша дочка герцогині, Марія Луїза, стала дружиною брата герцога Бургундського, іспанського короля Філіпа V. Ці два престижні шлюби були організовані Людовіком XIV, щоб залучити Савою на свою сторону у Війні за іспанську спадщину. Однак ні шлюб самого Віктора-Амадея, ні шлюби його дочок не змогли утримати його від переходу до стану супротивників Франції. У 1706 році Турин був обложений французькими військами на чолі з єдинокровним братом Анни Марії Філіппом і іспанськими військами на чолі із зятем герцогині королем Філіпом V. Анна Марія з двома синами і свекрухою була змушена втікати до Генуї .
Війна завершилася в 1713 році укладенням миру в Утрехті, за яким чоловік Анни Марії отримав корону Сицилії , що раніше належала Іспанії. З цієї нагоди Марія Джованна писала: «Я можу мати або втратити спокій, але одне мені приносить задоволення — бачити як наша герцогиня Савойська стає королевою, тому що я люблю її як нібито вона була моєю власною дитиною…»  Коли Віктор-Амадей збирався вирушити до Сицилії для коронації наприкінці 1713 року, він планував залишити Анну Марію як регентку Савої, але через побоювання, що його мати стане керувати країною замість Анни Марії через її лояльність до свекрухи, передумав і забрав дружину із собою . У 1720 році Віктор-Амадей був змушений обміняти Сицилію на менш важливий домен Сардинію, але йому вдалося зберегти титул короля.
У 1712 році від кору померла Марія Аделаїда . Через кілька місяців після коронації Віктора Амадея в Кафедральному соборі Палермо савойський двір дізнався про смерть Марії Луїзи в лютому 1714 року  . У березні наступного року від віспи помер принц П'ємонту. Смерть трьох із чотирьох дітей за такий короткий термін підірвала здоров'я Анни Марії. Вона, як і Віктор-Амадей, довгий час перебувала в депресії і разом з чоловіком покинула столицю, залишивши всі державні справи на Марію Джованну  .
У березні 1724 року Анна Марія поховала свекруху  Ще через чотири роки, за день до свого дня народження, Анна Марія померла від серцевої недостатності на віллі делла Реджина і була похована в королівській базиліці Суперга.
Через два роки після смерті дружини Віктор-Амадей уклав морганатичний шлюб з Анною Каналіс ді Кумьяна, колишньою Дамою Опочивальні невістки Анни Марії, Поліксени Гессен-Рейнфельс-Ротенбурзької .

## Спадкоємиця якобітів
З 1714 по 1720 роки Анна Марія була передбачуваною спадкоємицею якобітських домагань на англо-шотландско-ірландський трон у зв'язку зі смертю бездітної королеви Анни Стюарт. В цей час претендентом на трон себе оголосив єдинокровний і також бездітний брат Анни — Джеймс Френсіс, прозваний Старим Претендентом. У 1720 році у Джеймса Френсіса народився син Карл Едуард, який став спадкоємцем батька. Карл Едуард і його брат Генріх Бенедикт померли не залишивши законних спадкоємців і в 1807 році нащадки Анни Марії виявилися старшими в домі Стюартів, проте вони були відсторонені від престолонаслідування Англії і Шотландії ще в 1701 році через приналежність до католицької релігії  .

## Родина
Чоловік Віктор-Амадей II, герцог Савойський
Діти:
- Марія Аделаїда (6 грудня 1685 — 12 лютого 1712) — була одружена з дофіном Франції Людовіком Бургундським, народила трьох синів, молодший з яких в 1715 році став королем Людовіком XV.
- Анна Марія (14 серпня 1687 — 5 серпня 1690)
- Марія Луїза Габріелла (17 серпня 1688 — 14 лютий 1714) — була одружена з іспанським королем Філіпом V, народила чотирьох синів, двоє з яких стали королями Іспанії.
- Мертвонароджена дочка (6 червня 1690)
- Мертвонароджена дочка (19 липня 1691)
- Мертвонароджених син (9 листопада 1697)
- Віктор Амадей Філіпп Джузеппе (6 травня 1699 — 22 березня 1715) — принц Пємонта; одружений не був, дітей не мав.
- Карл Еммануїл (27 квітня 1701 — 20 лютого 1773) — король Сардинії, герцог Савої. Був тричі одружений: першим шлюбом з Анною Крістіною Зульцбаською, дочкою пфальцграфа Теодора Есташ Зульцбаського і Марії Елеонори Гессен-Ротенбурзької, від якої мав одного сина — Віктора Амедея; другим шлюбом з Поліксеною Гессен-Рейнфельс-Ротенбурзькою, дочккою Ернста Леопольда, ландграфа Гессен-Ротенбурзького, і Елеонори Левенштайн-Вертхаймській, від якої мав трьох синів і трьох дочок; третім шлюбом з Єлизаветою Терезією Лотаринзькою, дочкою герцога Лотарингії Леопольда I та Єлизавети Шарлотти Бурбон-Орлеанській, від якої мав двох синів і дочку.
- Еммануїл Філіберто (1-19 грудня 1705) — герцог Шабле.